# Заграбовка
Заграбовка (укр. Заграбівка) — село в Журавновской поселковой общине Стрыйского района Львовской области Украины.
Население по переписи 2001 года составляло 72 человека. Занимает площадь 0,36 км². Почтовый индекс — 81784. Телефонный код — 3239.

## История
В 1946 г. указом ПВС УССР хутор Демня-Ляховецкая переименован в Заграбовку.